# المعطي بوعبيد
محمد المعطي بوعبيد (11 نوفمبر 1927 - 1 نوفمبر 1996) محامي وسياسي مغربي تقلّد عدة مهام، أبرزها منصب الوزير الأول بين 22 مارس 1979 إلى 30 نوفمبر 1983، وأول عمدة لمدينة الدار البيضاء ووزير للشغل والشؤون الاجتماعية ونقيب المحامين ووزير العدل ورئيس نادي الرجاء الرياضي.

## مسيرته
ولد المعطي بوعبيد سنة 1927 بمدينة الدار البيضاء، وبعد أن أكمل دراسته الابتدائية والثانوية سافر إلى فرنسا وحصل على الإجازة في الحقوق من جامعة بوردو وعلى دبلوم الدراسات العليا في القانون الخاص. أدى المعطي قسم مهنة المحاماة سنة 1952 ثم قيد بالجدول الكبير سنة 1955، وخلال مسيرته المهنية انتخب 5 مرات نقيبا لهيئة المحامين بالدار البيضاء بالإضافة إلى ذلك انتخب رئيسا لجمعية نقابات المحامين بالمغرب 3 مرات. كما شغل منصب كاتب عام لودادية محاميي المغرب العربي وشغل منصب رئيس اتحاد المحاميين العرب في الستينيات.
تقلد بوعبيد منصب وكيل الملك لدى المحكمة الجهوية بطنجة وذلك من سنة 1956 إلى غاية توحيد محكمة الاستئناف بطنجة وفي سنة 1957 عين وكيلا عاما لدى محكمة الاستئناف بطنجة.

### مسيرته السياسية
انخرط مبكرا في صفوف العمل السياسي والنشاط النقابي وكان من قادة الاتحاد الوطني للقوات الشعبية، فتقلد مناصب عديدة منذ فجر الاستقلال، وانتقل من القضاء إلى الوزارة بعد أن تم تعيينه وزيرا للتشغيل والشؤون الاجتماعية في عهد محمد الخامس ضمن الحكومة التي ترأسها عبد الله إبراهيم سنة 1958، إلا أن هذه الحكومة لم تعمّر طويلا وأجهض برنامجها الوطني الطموح. وفي سنة 1960 انتخب المعطي بوعبيد أول رئيس لبلدية مدينة الدار البيضاء وظل يحظى بثقة سكان دائرة درب الجديد (المدينة القديمة بوسبير) الحي الحسني في الانتخابات البرلمانية حيث كان ممثلهم في البرلمان طيلة الولايات التشريعية المتعاقبة إلى أن غاية وافته. تم تعيينه وزيرا للعدل في الحكومة السابعة عشرة بين 5 نوفمبر 1981 و30 نوفمبر 1983.
في سنة 1983 أسس مع ثلة ممن تجمعه معهم قناعات مشتركة حزب الاتحاد الدستوري وظل الزعيم المؤسس والرئيس الفعلي لهذا الحزب طيلة ثلاث مؤتمرات وطنية. في الحكومة الثامنة عشرة، التي استمرت بين 30 نوفمبر 1983 إلى غاية 11 أبريل 1985، كان من المعطي بوعبيد يشغل منصب وزير دولة.
كلفه الملك الحسن الثاني بترأس لجنة تقصي الحقائق المنبثقة عن مجلس النواب في الأحداث التي عرفتها مدينة فاس سنة 1991.

## روابط خارجية
- المعطي بوعبيد على موقع مونزينجر (الألمانية)